# Мікко Колехмайнен
Мікко Юрьє Ільмарі Колехмайнен (фін. Mikko Yrjö Ilmari Kolehmainen, нар. 18 серпня 1964, Міккелі, Фінляндія) — фінський веслувальник на байдарках, олімпійський чемпіон 1992 року, чемпіон світу.

## Біографія
Мікко Колехмайнен народився 18 серпня 1964 року в місті Міккелі. З дитинства почав займатися веслуванням. Тренувався під керівництвом відомого польського тренера Гжегожа Сладзефського у клубі «Міккелін Мелоят».
Після вдалих виступів зумів пробитися в основну збірну Фінляндії, та представив її на Олімпійських іграх 1984 року в складі екіпажу-четвірки. Цей екіпаж у півфіналі зайняв четверте місце та завершив свої виступи на турнірі. Через чотири роки виступав разом зі своїм молодшим братом Оллі Малехмайненом на Олімпійських іграх у Сеулі. На дистанції 500 метрів вони фінішували п'ятими у півфіналі, а на дистанції 1000 метрів вони також зупинилися у півфіналі, фінішувавши четвертими.
На Олімпійських іграх 1992 року зумів стати олімпійським чемпіоном. Колехмайнен виграв одиночний заїзд на дистанції 500 метрів (єдина золота медаль збірної Фінляндії на цих Олімпійських іграх). Також спортсмен зі своїм братом виступив у байдарках-двійках на дистанції 500 метрів, ставши восьмими на стадії півфіналів. Наступного року зумів стати чемпіоном світу, знову вигравши одиночний заїзд на дистанції 500 метрів. У 1996 році на Олімпійських іграх в Атланті був удостоєний стати прапороносцем збірної Фінляндії на церемонії відкриття. Захистити титул олімпійського чемпіона на дистанції 500 метрів спортсмену не вдалося, він фінішував сьомим у фіналі. Окрім цього на дистанції 1000 метрів Колехмайнен фінішував дев'ятим. Після цих змагань вирішив завершити спортивну кар'єру.

## Виступи на Олімпійських іграх
| Олімпіада         | Дисципліна                     | Місце     |
| ----------------- | ------------------------------ | --------- |
| Лос-Анджелес 1984 | байдарки-четвірки, 1000 метрів | 4 h3 r3/4 |
| Сеул 1988         | байдарки-двійки, 500 метрів    | 5 h3 r3/4 |
| Сеул 1988         | байдарки-двійки, 1000 метрів   | 4 h3 r3/4 |
| Барселона 1992    | байдарки-одиночки, 500 метрів  | 1         |
| Барселона 1992    | байдарки-двійки, 500 метрів    | 8 h1 r3/4 |
| Атланта 1996      | байдарки-одиночки, 500 метрів  | 7         |
| Атланта 1996      | байдарки-одиночки, 1000 метрів | 9         |